# 2019冠狀病毒病疫情相關錯誤資訊
本條目主要整理和介紹全球在2019冠状病毒病疫情中的各類謠言。2019冠狀病毒病疫情期間，英國廣播公司（BBC）、TVB、《聯合早報》、《人民日報》等多間傳媒均指出有關肺炎事件的虛假資訊在網上廣傳，這些資訊缺乏真憑實據。以下列出一些和肺炎事件有關的錯誤資訊：

## 關於疫情的医学谣言

### “抽烟和烟花爆竹能防治肺炎”
2020年1月，一张微信朋友圈截图在社交媒体流传，截图文字宣称，吸香烟后，烟油覆盖肺表面，可以阻止病毒附着和进入人体细胞内，并宣称相关内容在2003年SARS事件中得到证实。而这是一条从2003年SARS事件就开始流行的谣言。香港卫生署曾予以辟谣，指出吸烟会降低身体抵抗力，吸烟时手反复接触口鼻以致病毒可能会乘虚而入，且吸烟时无法戴口罩来增强防护。同时，“没有吸烟者因为SARS死亡”这一点没有数据予以支撑。

### “室内煮醋能预防肺炎”
室内煮醋是非典（SARS）时期流传的一种消毒方式，实际上非典时期常用的一种消毒剂是过氧乙酸，主要靠过氧基的氧化作用，而不是乙酸。

### “维生素C能提高免疫力”
实际上，维生素C可帮助机体维持正常免疫功能，但不能增强免疫力，也没有抗病毒的作用。疾病治疗过程中，摄入维生素C通常只是辅助性质的治疗。

### “OC43病毒”
網上流傳一篇聲稱出自香港大學教授袁國勇的演講辭，指病毒是OC43病毒。袁國勇否認與該文章有關，並澄清嚴重急性呼吸綜合症冠狀病毒2型並非OC43。

### “用淡盐水漱口可以预防嚴重急性呼吸綜合症冠狀病毒2型”
网传帖子称：“近期各位如去医院或其他公共场合之前用淡盐水漱一下咽喉部位，回家后再漱一次……由于病毒或细菌首先通过鼻腔潜伏于咽部，淡盐水可以在第一时间杀灭它们，从而达到预防感染的目的。”对此，上海市普陀区中心医院呼吸内科主治医生朱林筠表示:“用淡盐水漱口”的方法多用于治疗过敏性鼻炎、清洁口腔鼻腔等，对预防过敏性疾病效果明显，然而对病原微生物效果一般。淡盐水漱口能预防病毒感染的说法不可靠。

### “钟南山院士建议‘全中国人民在家隔离两周’”
就在疫情发布后没多久微信群和朋友圈出现了钟南山院士建议“全中国人民在家隔离两周”。对此广州医科大学附属第一医院相关负责人表示，钟南山院士从未提出“全中国人民在家隔离两周”的建议。但钟南山院士强调注意防护，早发现、早隔离，尽可能减少传播，减少出现“超级传播者”的概率。重视防护，但也不必恐慌。尽量减少走亲访友，少去人员密集的场所，出门戴口罩，在室内注意通风，勤洗手、多运动、少熬夜。

### “吃大剂量抗流感药能预防嚴重急性呼吸綜合症冠狀病毒2型感染”
中华预防医学会医院感染控制分吴安华教授认为，目前没有循证医学证据表明抗流感药物如阿比多尔对于嚴重急性呼吸綜合症冠狀病毒2型感染有预防作用，大剂量服用阿比多尔是有副作用的，其不良事件发生率约为6.2%，主要表现为恶心、腹泻、头晕和血清转氨酶增高。特别要注意的是孕妇及哺乳期妇女、严重肾功能不全者一定要慎用此类药物。

### “蒸口罩可重用”
1月29日，廣州廣播電視台《G4出動：抗疫最前線》節目播出一段緊急情況下可以「蒸口罩」重用的論述，刪去新聞背景後發布至欄目官方的微信公眾號。此片段被香港民建聯立法會議員蔣麗芸轉貼至Facebook專頁，隨後被香港大學感染及傳染病中心總監何栢良及香港中文大學呼吸系統科講座教授許樹昌批判說法大錯特錯兼「害死人」，指高溫消毒會破壞口罩三層結構，香港紅十字會亦提醒口罩一旦使用即不能重用。翌日，身兼衛生事務委員會主席的蔣麗芸在立法會上再就相關說法向衞生防護中心總監黃加慶醫生查詢，獲回覆外科口罩只能用一次，未聽説過可以「蒸口罩」接著用。衛生防護中心其後亦聲明口罩「洗完、蒸完」可以再用的說法是謠言，不應相信。
4月1日，台灣行政院政務委員唐鳳在網上發佈視頻，教授用電鍋乾蒸口罩，而4月5日中央流行疫情指揮中心面對唐鳳蒸口罩的爭議，解釋口罩不能用水應該乾蒸，並在記者會上公開表示，萬不得已的狀況下才會以電飯煲乾蒸口罩8分鐘，暫時可保持原有過濾效果逾9成，讓一個口罩最多重用5次。

### “双黄连口服液可抑制嚴重急性呼吸綜合症冠狀病毒2型”
1月31日晚，人民日报于微博发表“31日从中国科学院上海药物所获悉，该所和武汉病毒所联合研究初步发现，中成药双黄连口服液可抑制新型冠状病毒”，引发对相关中成药产品的抢购。同日凌晨左右，《新京报》、《网易财经》、《南京日报》也分别于新浪微博发表“藿香正气口服液等成新版新型肺炎诊疗方案推荐中成药”、“槟榔列入国家卫健委新型冠状病毒肺炎初期、中期诊疗方案推荐处方中”、“南大团队研究发现：金银花、绿茶能防控新型冠状病毒感染”等误导性强的信息。根据《新型冠状病毒感染的肺炎诊疗方案（试行第四版）》，藿香正气丸和槟榔都只是中药临床治疗初期药方的两种配料。南京日报的微博已删除。《人民日報》其後又發文稱抑制不等於預防及治療，呼籲民眾勿自行搶購服用。有报道指出，部分制药厂商大年初三就开工，媒体基于对“非典”时期“上海药物研究所发现洁尔阴可以预防非典”的推断，认为厂商对此事早有准备，此事促进了部分医药公司的股票涨停。

### “零号病人”
2月15日，有社交媒體指認中国科学院武汉病毒研究所2012级女研究生黄燕玲是2019冠狀病毒病零号病人，即2019冠狀病毒病首個患者。2月16日，中国科学院武汉病毒研究所否認這一說法。

### “納豆可以抑制2019冠狀病毒病”
截止2020年3月12日，日本茨城縣尚未由確診個案，日本網絡上傳出了「茨城縣民因為吃納豆才沒被感染」的流言，引起日本當地的納豆搶購潮。

### “蚊虫或成嚴重急性呼吸綜合症冠狀病毒2型第三宿主”
3月，有网络流传“石正丽称蚊虫或成新冠病毒第三宿主”。对此在3月17日，中国科学院武汉病毒研究所发布声明予以辟谣。

### “5G傳播嚴重急性呼吸綜合症冠狀病毒2型”
在1月下旬，在臉書上開始傳出5G可以抑制免疫系統，讓人更容易感染病毒和5G傳播嚴重急性呼吸綜合症冠狀病毒2型的言論。隨著2019冠狀病毒病在英國爆發，部分英國人聽信這個説法，破壞當地的手機訊號發射站。英國國民保健署聲明，這些説法是假新聞。

### “吸煙喝酒對抗病毒”
有謠言指吸烟、喝酒可以對抗病毒，對此中国营养学会临床营养分会委员、北京大学第一医院临床营养科副主任营养师窦攀表示，吸煙並無對抗病毒作用，並且煙草中的尼古丁還有損於人體。河北省新型冠状病毒感染的肺炎救治专家组组长阎锡新表示，雖然酒精有消滅病毒的作用，但是嚴重急性呼吸綜合症冠狀病毒2型是通過进入呼吸道使得人體的气道和肺發生病變，而飲酒後酒精會經過肝脏代谢排除掉，因此人的氣道內酒精含量並不多，相反过量饮酒還會降低人体抵抗力。

### “吃大蒜預防嚴重急性呼吸綜合症冠狀病毒2型”
有傳言指食用大蒜可以對抗病毒，但世界衛生組織表示没有证据表明食用大蒜有此種效果。

### “喝消毒劑抗嚴重急性呼吸綜合症冠狀病毒2型”
4月23日，美國總統川普在每日疫情簡報會上危險暗示，注射消毒劑或接受紫外光照射可以用來治療感染病毒的人，引起民眾以為可以喝消毒劑抗疫的風浪。據《紐約每日新聞》報導，紐約市衛生局毒物控制中心表示，自從川普「喝消毒劑」說後的18小時內，紐約市民打電話詢問紐約市衛生機構誤食了漂白水或家用清潔劑的次數達到異常新高，從23日晚上9點至24日下午3點內，約有30起誤食消毒劑的案例，與去年同一時段相比僅有13起案例，此一數量將近增加了兩倍之多。專家隨即呼籲別嘗試喝消毒劑，表示有死亡的危險。家用消毒劑大廠利潔時公司也發表聲明，警告民眾不要吃下或注射他們的產品。

### “零下20℃嚴重急性呼吸綜合症冠狀病毒2型可存活20年”
6月19日，中国工程院院士李兰娟在杭州海关举办的抗疫经验交流会上表示：“在我们已知并掌握的病毒中，处于4℃左右可以存活3~6个月以上，零下20℃以下可以长期存活达20年左右。不同的病毒存活时间也不一样。嚴重急性呼吸綜合症冠狀病毒2型是一个新的病毒，从出现到现在才8个月，对它的认识及耐低温能力尚需进一步研究”。不久后，媒体以《李兰娟院士：零下20℃，新冠病毒可存活20年》为题报道，后经证实与李院士本人观点不符。实际上，李院士本意并非特指嚴重急性呼吸綜合症冠狀病毒2型，并强调“一般情况”和“已知病毒”，部分媒体没有正确理解便进行报道，对公众造成误导。

### 科興疫苗問題
2024年6月路透社的一份調查報告顯示，美國國防部於2019冠状病毒病疫情期間在菲律賓展開秘密行動，詆毀科興疫苗和中國防疫物資，以限制中國的影響力。報告也指出這場秘密行動並不限於菲律賓，還包括中亞、中東和東南亞各國。美國國防部聯通一些合作夥伴，使用機器人和社交平台的虛假賬號，影響當地民眾。

## 疫情其他谣言

### “钟南山院士已被传染嚴重急性呼吸綜合症冠狀病毒2型”
网上一度流传聊天截图称中国工程院院士钟南山被传染嚴重急性呼吸綜合症冠狀病毒2型，对此2020年1月15日上午，呼吸疾病国家重点实验室办公室表示，钟南山院士正在开会；前述被传染的传闻系谣言，该单位正考虑发声辟谣。

### “武汉蝙蝠宴”
網上廣泛流傳的一段「蝙蝠宴」影片被用於指控武漢人吃蝙蝠，但BBC等傳媒指出，影片實際上是取自2016年在帕勞拍攝的旅遊節目，而節目主持人汪夢雲亦澄清事件並致歉，指影片只是想介绍帕勞人的生活習慣。

### “青島市即墨區北安街道出现2019冠狀病毒病患者”
1月22日，山東省青島市公安局稱，1月21日，有4名網民在微信群傳發「齐鲁网闪电新闻发布，山東省青島市即墨區北安街道發現1名來自武漢的疑似新型冠狀病毒感染的肺炎病例」謠言，警方指该媒体并未发布过此消息，造谣者一人被刑事拘留，三人被行政拘留。

### “上海瑞金醫院2019冠狀病毒病患者出逃”
1月22日，網傳武漢市衛健委副主任劉慶香，于疫情持續發展時擅離職守到上海與女兒過年，被發現感染嚴重急性呼吸綜合症冠狀病毒2型後由上海瑞金醫院逃跑，輾轉當地名下四個物業躲避醫院和警方追查，及後被送往強制隔離。上海黃浦區警方早前通報稱，一名懷疑感染肺炎患者，18號乘動車前往上海陪在滬工作的女兒過春節，因發燒去醫院被診斷疑似2019冠狀病毒病後，期間一度與醫院失去聯繫，被警方拘捕，有網友宣称該患者正是劉慶香。1月22日上午记者曾多方联系湖北省卫健委、武汉市卫健委均未有消息，而上海市公安局黄浦分局回复指，确切消息以黄浦分局官方公告为准。武漢衞健委後於新浪微博澄清，指傳聞消息不實，劉沒有女兒，只有一子在武漢工作，目前劉仍在武漢市專班參與肺炎防控工作。

### “北京协和医院2019冠狀病毒病患者出逃”
同日再网传有一名确定为2019冠狀病毒病的患者从北京协和医院逃跑并失联。协和医院澄清，该患者并未失联，因嚴重急性呼吸綜合症冠狀病毒2型感染病例的确诊或疑似病例的排除，需要经过多次复核复验，该病例后经北京市疾病預防控制中心复核检验为阴性。

### “有100多名来自武汉的旅客被拒绝进入新加坡”
1月24日网上流传谣言指“有100多名来自武汉的旅客被拒绝进入新加坡”。新加坡移民关卡局已经澄清这些谣言是不真实的，所谓的事件并没有发生。

### “武汉火神山医院选址有误需重新选址”
2020年1月24日，一则武汉火神山医院选址有误，需重新选址的消息引发关注。火神山医院位于武汉市蔡甸区，由武汉中信设计院设计，中建三局承建。医院将采用集成式箱式活动房建设模式。尽管该消息被迅速辟谣。之后官方以“因市民担心施工工地距离湖区近造成水体污染”为由宣布已微调施工位置，但声称整体变化不大。

### “武汉市第四医院武胜路院区急诊停诊”
武汉新闻广播官方微博辟谣，关于网上流传的武汉市第四医院武胜路院区急诊停诊消息不实。

### “襄阳1月25日0点封城”
《襄阳日报》1月25日发布辟谣通告表示1月24日晚开始在网络传播的“襄阳1月25日0点封城”信息不实，表示如果根据疫情需要实行交通管制，将提前向社会发布公告。

### 「中國確診患者超過90,000人」
2020年1月，網絡上流傳一段由韓國用戶上載至YouTube的影片，影片聲稱1名武漢護士指控中華人民共和國已確診超過9萬病患，並稱病毒已經「二次變種」，1人可傳14人。BBC指，片中人物未表明自己是武漢護士，防護服款色亦不同於湖北醫護的裝備，而世界衛生組織估計的病毒傳播率是1人傳1.4-2.5人。中國網絡雜誌《中參館》編輯肅木義亦認為她的說話方式似乎未接受過醫護訓練。

### “魔女小稀事件”
2020年1月24日，微博账号“魔女小稀”发布视频，称武汉红十字会医院急诊室内有三具尸体没有人管，1月25日，共青团中央微博表示：“相关视频为配音再制作，情况不属实”。1月25日，《南华早报》记者也通过电话采访到了“魔女小稀”，其确实身处武汉，在采访中，“魔女小稀”再次声称是武汉的病患家属，并在采访中再次提及尸体无人处理问题。2020年1月25日，微博平台的管理方“微博管理员”账号发布微博称当自称为“患者家属”的魔女小稀对微博进行“当事人认证”的要求一直不予回应，因此予以禁言处理。
1月30日，《新京报》采访武汉某肺炎定点医院的医生提到殡仪馆的车不会马上来，尸体有时会在医院滞留二十几个小时。”2月5日《财新》采访四川援鄂医疗队副队长黄晓波时提到，“魔女小稀”声称的视频拍摄地点武汉红十字医院，在1月25日医疗队到达时处于崩溃阶段，“遗体有时会在病床上摆十几个小时才被运走”。3月9日，《人物》杂志采访红十字会医院的急诊科护士长关秀丽的文章中也提到有的病人在走廊去世，遗体放了大半天才有人收。

### “鄧崎琳赴港探视女儿”
2020年1月，海通國際投資部董事總經理鄧晞確診感染冠狀病毒病，而她自武漢赴港探親的父母此前已被確診。有网络传闻称鄧晞的父亲是原武钢集团董事長鄧崎琳，先后入住三家酒店，且一家三口都被感染。2月3日，《新京报》辟谣称此为假消息，鄧晞父親為武漢當地一家國企的工程師，是一名高級知識分子，而鄧晞本人則曾在武鋼旗下一間中學讀書。而鄧崎琳早在2015年8月因涉嫌嚴重違紀違法接受調查，2017年5月31日被判处有期徒刑15年，而他只有一个独生子，没有女儿。

### 「病毒是武汉实验室泄露的生化武器」
2020年1月31日，美国共和党参议员汤姆·科顿，認為嚴重急性呼吸綜合症冠狀病毒2型是武汉实验室泄露的生化武器。他要求美国政府立刻封杀中国，并要求所有美国人逃离中国。英國廣播公司（BBC）同時報道，網上亦聲稱嚴重急性呼吸綜合症冠狀病毒2型是中國科學院武漢病毒研究所外洩的秘密生物武器，或是英國幾年前即知悉病毒，且有疫苗專利，病毒是有人故意散播。2月9日，中华人民共和国驻美国大使崔天凯在接受哥伦比亚广播公司《面向全民》节目访问。在被问及“对美参议院军事委员会参议员汤姆·科顿有关病毒可能来自中国生物战计划的指控”时，崔天凯表示，“捕风捉影、造谣传谣是极其危险和有害的。这不但会引起恐慌，还会助长种族歧视和排外情绪，破坏我们抗击疫情的共同努力。猜测和谣言当然会有，还有人说这些病毒是来自美方军事实验室而不是中国的，类似的疯狂言论我们怎么能相信？至于病毒到底从何而来，我们仍在寻找，初步调查研究认为很有可能来源于某些动物，我们必须作进一步研究。”英国广播公司（BBC）指，有關中國實驗室外洩病毒的報道大多源自《華盛頓時報》（非《華盛頓郵報》）的文章，文章稱是引述不知名「以色列前情報官員」的說法但未提供證據，這名「前情報官」亦在文章中表示無證據顯示發生過這類洩漏；而英國珀布賴特研究所研究的冠狀病毒是與僅感染禽鳥的禽鳥支氣管感染病毒有關，和嚴重急性呼吸綜合症冠狀病毒2型無任何關係。now新聞台形容這些陰謀論是毫無事實根據。
2021年5月26日，美國總統喬·拜登(Joe Biden) 發表聲明，要求情報界「加倍努力，收集和分析可以使我們更加接近一個明確結論的信息」，查明SARS-CoV- 2病毒的來源。這個病毒引起了致命的COVID-19(2019冠狀病毒病)大流行病。聲明說，美國情報部門「已經」圍繞兩種可能的情景形成共識—SARS-CoV-2，要麼源自人類與受感染動物的接觸，要麼源自實驗室事故。」，各種科學和間接證據交彙在一起，正在使人們越來越關注實驗室洩漏說。2021年8月2日，美國众议院外交事务委员会首席共和党议员麥克·麥克考领导的众议院中国工作组公布新冠病毒溯源报告更新版。報告認為武汉病毒研究所为新冠疫情的起源，且病毒早在2019年9月就已存在。
2021年8月27日，經過90天的調查，利用多個情報機構對疫情溯源分析，美國官方的新冠病毒報告終於正式公開。美国之音表示，流行病學專家被延攬入國家情報委員會，這是一組為情報界首腦提供諮詢的高級人脈網，還由盟國和政府之外的線人進行了廣泛磋商。為了溯源，負責這項任務的多個情報團體在三個月內蒐集和研究了數百份世界各地的數據。美國政府的結論是，洩漏和自然起源這兩種假說都是合理的，報告還強調，中國政府不太可能在大流行病開始之前就知道這種病毒。不過最終報告專家確認排除了任何因應製造故意基因操縱的可能性，也排除了新冠肺炎病毒是生物武器而生的可能性。

### “CNN新聞播報畫面截圖”
在社群網站上，一張美國CNN的新聞播報畫面的截圖在社交媒體流傳，發布該截圖的帖文宣稱「美國疾控中心確認首例武漢冠狀病毒的源頭來自美國」，然而畫面中的新聞標題原文是「CDC confirms first coronavirus case of "unknown" origin in U.S.」（美國疾控中心確診了首例無法確定病毒感染來源的嚴重急性呼吸綜合症冠狀病毒2型患者），可見有故意或非故意的翻譯錯誤。謠言圖流傳後，網易新聞、騰訊等平台都發布了辟謠文章指出CNN的報導主要內容，是美國2月26日確診的一名未與任何確診病例有過接觸、近期並未離開美國的嚴重特殊傳染性肺炎患者是美國首宗無法確定傳染途徑的患者。

### 「假借本庶佑稱嚴重急性呼吸綜合症冠狀病毒2型為人工製造」
2020年4月份据日媒報導，網路社群上有人假借本庶佑之名通過英語、印地語等語言傳播「嚴重急性呼吸綜合症冠狀病毒2型是人工製造的」等虛假消息，並稱本庶佑曾在武漢工作。對此，本庶佑與京都大學發表聲明，斥責這些消息均為虛假信息。

### 「劉迺強稱捷克專家指嚴重急性呼吸綜合症冠狀病毒2型源自實驗室」
2020年4月6日，由全國政協劉迺強設立的臉書專頁時聞香港發佈帖子以「捷克分子生物學家強調：新冠病毒源自美軍實驗室」為標題的文章，內容提到捷克分子生物學家Soňa Peková博士在接受斯洛伐克電視台TA3訪問時詳細解釋，「她認為嚴重急性呼吸綜合症冠狀病毒2型起源於美國的實驗室，而不是在受感染的動物身上發現的自然突變，更不是來自中國的實驗室。」
香港調查性新聞通訊社傳真社對相關內容作出查證，經調查，傳真社發現一個名為「自由四川電台」的Twitter帳號曾於3月31日發文：「捷克著名分子生物學家Soňa Peková博士經過研究，認為新冠病毒起源於美國的實驗室，而非中國的實驗室。」該消息隨即於中國內地平台流傳。4月1日，台灣政論談話節目《新聞龍捲風》亦有播出相關內容，節目中時事評論員江中博談及：「她（Soňa Peková博士）認為新冠肺炎的病毒，就是新冠病毒COVID-19，是來自於美國。而且她說，這就是人為製造出來的，就可能是來自於你美國的實驗室。」傳真社又指出，「時聞香港」和「自由四川電台」均在帖子附上「報道原文」連結，然而該連結並非原文，而是香港媒體「Dimsum Daily」3月30日發佈的英文報道，內容引述Soňa Peková在電視台TA3的訪問中指，她有理由相信病毒源於實驗室，而非自然而生。其餘內容包括美國對病毒來源的取態，及病毒為美軍所製造的生化武器等猜測，均屬與Soňa Peková無關的作者的個人意見，而電視台TA3訪問Soňa Peková的片段中完全沒有提及過美國，也沒提及她估計病毒源於什麼國家的實驗室。傳真社隨後以電郵聯絡Soňa Peková求證，Soňa Peková直指報道是假的，又指從未說過或暗示過病毒可能源自任何美國的實驗室，又表示對於造假消息感到無奈。

### 「日本媒體報導嚴重急性呼吸綜合症冠狀病毒2型可能爆發時間」
《朝日電視台》4月報道宣稱嚴重特殊傳染性肺炎疫情最早可能在美國爆發。據台灣事實查核中心查證，表明原始新聞並未提及「美國早在武漢之前已經爆發嚴重急性呼吸綜合症冠狀病毒2型」。

### 「中國央視網轉外媒報導時引用不當翻譯」
2020年3月29日，中國官方網體央視網引述美國杜蘭大學醫學院教授羅伯特·加里（Robert Garry）的分析，指「美國科學家稱武漢絕不是嚴重急性呼吸綜合症冠狀病毒2型源頭」。自由亞洲電台指，羅伯特·加里在接受美國廣播公司採訪時的原話是「很多人認為病毒來自武漢海鮮市場，但這是一個錯誤觀念，分析都指向了更早起源，那裡（海鮮市場）有一些病例，但絕不是該病毒源頭」。自由亞洲電台指，央視在翻譯原話時把句子中的「海鮮市場」寫成「武漢」，因此出現了「武漢絕不是嚴重急性呼吸綜合症冠狀病毒2型源頭」一說，又批評中國官媒繼錯誤引導意大利媒體指意大利疫情早於中國爆發後，再次扭曲新聞來源。

### “俄罗斯认定嚴重急性呼吸綜合症冠狀病毒2型为人工合成病毒”
網絡上流傳一段消息称俄罗斯认定嚴重急性呼吸綜合症冠狀病毒2型为人工合成病毒。根据《俄罗斯联邦卫生部新型冠状病毒（2019-nCoV）感染预防、诊断和治疗临时指南》相关俄文内容的准确译法应为“普遍怀疑新型冠状病毒是蝙蝠冠状病毒与未知来源的冠状病毒的重组病毒，其遗传序列与SARS冠状病毒的遗传序列至少有70%相似。嚴重急性呼吸綜合症冠狀病毒2型感染的发病机制尚未得到充分研究，目前尚缺乏关于该病毒免疫力持续时间和强度的数据”。其中，嚴重急性呼吸綜合症冠狀病毒2型被认为是“蝙蝠冠状病毒和未知来源的冠状病毒的重组病毒”。根据俄专家的说法，该新病毒实际是由于病毒自然进化过程中的自然重组而产生的，与人类活动无关。所谓“俄罗斯认定嚴重急性呼吸綜合症冠狀病毒2型為人工合成病毒”屬谣言。

### “斯洛伐克总理感染2019冠狀病毒病”
2月22日，斯洛伐克总理彼得·佩萊格里尼因高烧和急性上呼吸道感染被送往医院接受治疗，并暂时取消了此后的行程安排，翌日获总理办公室确认。由于欧洲国家已有2019冠狀病毒病确诊报告，这一声明也让一些人认为佩萊格里尼已经感染2019冠狀病毒病。2月24日，佩列格里尼在其社交媒体账号上表示其为假消息。

### “成龙患2019冠狀病毒病遭隔离”
2月底，知名演员成龙被网络传闻称疑似感染2019冠狀病毒病被隔离。对此，成龙在27日通过社交网站发文：“我非常健康、安全，没有被隔离”。

### “疫情爆發后美国老百姓急着囤枪”
在2月25日旧金山宣布紧急状态后，微信公众号等社交网络流传《新冠疫情爆发后,为什么美国老百姓却急着囤枪?》配文的图片是特立尼达和多巴哥首都警方于2019年5月查获的一批枪支。该文章说旧金山进入紧急状态后，三天内旧金山枪店FightBack247的枪支销售增长了45%，弹药销售增长了130%。事实上FightBack247早已倒闭。全文配图均是东拼西凑，「加州橙郡2月26日后枪支销售大增」也是胡编乱造。

### 「台灣病毒學家指冠狀病毒源自美國」
2020年2月27日，《東森財經新聞》電視節目《這！不是新聞》片段，表示有一名「頂尖病毒學家及藥理學家」長時間及詳細追蹤病毒源頭，在該節目上展示圖表，說明病毒源自美國。該名人士為藥理學兼任教授潘懷宗，他並非病毒學家，他在節目中的圖表源自一篇在ChinaXiv發布的論文預印本，該預印本註明「不應作為既定事實作新聞媒體報道」，且論文中沒有提到病毒源自美國，而是提到涉及美國的13個病毒樣本基因組當中，三個跟武漢有關，另外三至五個可能源自廣東，餘下三個分別跟越南及澳洲病人有關，而兩者均來自武漢。

### “3月13日江苏确诊病例清零”
从3月13日下午起，网络上出现“江苏确诊病例清零”的传闻，在微博上亦成为热门话题。有人误以为江阴出院的患者便是江苏省卫健委提到的最后1例无锡市患者，实际上此消息为误读。据报道，江阴的最后一例患者为12日确定出院，13日离院，已经统计到了13日早上公布的出院数据中。直至3月15日，江苏省卫健委通报无锡市最后1例确诊病例出院，至此江苏省已无在院病例。

### “中国留学生在英国感染2019冠狀病毒病死亡”
在社交平台流传多则信息，声称英国高校内有中国留学人员疑似感染2019冠狀病毒病，拨打英国NHS111热线得不到回应，或要求就医被拒，导致在家自我隔离期间死亡。中国驻英国大使馆和相關院校聯係，證實該信息為謠言。

### “意大利社区播放中国国歌”
2020年3月15日，中华人民共和国外交部发言人趙立堅在推特轉載一段視頻（页面存档备份，存于），視頻顯示拍攝地點應為意大利罗马的一個社區、背景聲音響起中國國歌《義勇軍進行曲》。趙立堅撰寫貼文讚揚意大利是「heroic nation（英雄民族）」，並配於標籤 #StandWithItaly。中華人民共和國外交部新闻司司长华春莹也在同一天於推特（页面存档备份，存于）轉載《人民日報》的影片報道。報道提到，意大利羅馬一個住宅區於當地14日響起中國國歌《義勇軍進行曲》，且有意大利民眾高喊「Grazie Cina!（感謝中國）」，周圍居民則紛紛鼓掌致意，場面「感人肺腑」。華春瑩在帖文提到，羅馬的這個社區有着（與中國的）共同未來：「我們同甘共苦。」（页面存档备份，存于）法国国际广播电台一度称此事件为虚假事件。
這個經由七個片段視頻剪接而成的網傳影片宣稱：「感謝中國，意大利羅馬上空響起義勇軍進行曲」，經台灣事實查核中心查：
一、網傳影片的原始事件是義大利民間發起，在3月14日中午12點到陽台鼓掌，致敬義大利醫療人員致敬，並非演唱中國義勇軍進行曲向中國致謝。
二、網傳影片中，義大利文「感謝中國」是變造且後加上的聲音，義大利新聞媒體的該片段並沒有人喊這一句話。
三、影片中的背景聲音「義勇軍進行曲」與影片內容無關，畫面內民眾鼓掌都對不上音樂節拍。
因此，網傳影片為捏造的新聞影片，為錯誤訊息。 來自事實核查網站 Pagella Politica 的亞歷山德羅·恰佩蒂 (Alessandro Ciapetti) 表示，有人在羅馬演奏中國國歌的案例可能是真實的，但只是一個個別例子，這段網傳影片是一段“精心製作的蒙太奇”。 

### 「美国海军调来10艘巨型医院船用作方舱医院」
2020年3月18日，美国总统特朗普表示，将派美国海军医院船分别前往纽约市和太平洋沿岸地区，以应对2019冠狀病毒病疫情。该则消息被部分自媒体夸大为「为治疗新冠肺炎患者，美国海军一次就调来了10艘排水量7万吨的巨型医院船，用作抗击疫情的方舱医院」，引发大量自媒体转载。事实上美国海军只有2艘医院船，均为仁慈级远洋医院船，分别是仁慈号（Mercy，T-AH-19）和安慰号（Comfort，T-AH-20），且仁慈级远洋医疗船并非专门设计建造的医院船，而是从圣·克莱蒙特级超级油轮改装而来的。真正到达纽约的只有一艘舒适号，该舰目前在弗吉尼亚州诺福克海军基地，正在整备，预计将在下周能到达重灾区西雅图，另一艘仁慈号目前正在圣地亚哥海军基地进行维修，不太可能在短期内完成战备状态。另外这两艘医院船也并非用来治疗2019冠狀病毒病的，而是用来安置其它病症患者，把陆地医院腾出来给2019冠狀病毒病病人。

### 「瑞士生物学家称美国施压世卫组织溯源工作」
2021年7月31日，观察者网、中国新闻网引述，中國官方媒體新华网、人民网转载一位名叫“威爾遜·愛德華茲”的“瑞士生物學家”的觀點，該觀點稱「世衛組織新冠溯源工作在美國的施壓下可能被政治化」。
在中國官方媒體數天來報導關於「威爾遜·愛德華茲」的新聞後，瑞士驻华大使馆于微博闢謠，聲明相關報導是假消息，又指出瑞士不存在名为「威尔逊·爱德华」的公民，生物学界未有以该名字署名的文章，其脸书账户于7月24日开设，仅发帖一条，只有三位好友，推测该账户非为社交目的开设。瑞士駐華大使館同時又發布「尋人啟示」，寫道：「尋找多天來中國新聞和社交媒體中引述的名為『威爾遜·愛德華茲』（Wilson Edwards）所謂生物學家，如果你存在，我們很想認識你！但更可能的是，這是個假新聞。我們呼籲中國媒體和網民刪除這個帖子。」在瑞士駐華大使館發布聲明的數個小時後，該為「Wilson Edwards」的帳戶消失不見，帖子亦被刪除。
此外，《新華社》最初發布的報導稱，“愛德華茲”的評論最初被美國「南太平洋之聲」廣播電台網站引用，報導時間是7月27日。據澳洲廣播公司報導，「南太平洋之聲」是一家設立在太平洋島國斐濟的華文媒體，其手機新聞客戶端以轉載中國官媒的報導為主，該媒體在7月27日發布的文章是其少數的原創英文報導之一。澳洲廣播公司又指無法證實「南太平洋之聲」是否屬於一家美國媒體，又指對方沒有回應他們的置評請求。

### 「劍橋大學研究證明嚴重急性呼吸綜合症冠狀病毒2型源自美國」
4月8日，英國與德國等地的科學家在《美國國家科學院院刊》發表一篇有關嚴重急性呼吸綜合症冠狀病毒2型的學術報告，該研究提到嚴重急性呼吸綜合症冠狀病毒2型的起源地可能並非武漢，且根據在160個來自世界各地的嚴重特殊傳染性肺炎病人身上，獲得的病毒基因排序顯示，病毒已經變種為3個類型，分別是「A」型、「B」型及「C」型。當中「A」類最接近蝙蝠身上的冠狀病毒，可被視為「爆發根源」，而「A」類型並非武漢大爆發的類型，而是在居住在武漢的美國人以及在美國、澳大利亞的病人身上發現。一些中國大陸平台微博、知乎及人民網等都有選擇性引述該研究，將之解讀成嚴重急性呼吸綜合症冠狀病毒2型「來自美國」或「不來自中國」後再被大量社交媒體轉載；另外，香港建制派議員陳穎欣則在其YouTube頻道發布一段題為「英國德國科學家新發現拆穿英美向中國索償陰謀，源頭為美澳？首宗去年9月出現？英美都心虛？」的影片，內容引述上述研究，宣稱指嚴重急性呼吸綜合症冠狀病毒2型源頭為美國或澳洲，截至4月28日，該影片的觀看次數超過38萬。
對此，該研究的牽頭者劍橋大學遺傳學者彼得·福斯特在受訪時表示他的團體的研究被誤解，他指出可能是前往加拿大和北美的人攜帶了「A」型病毒，通過「奠基者效應」，它在相當長的一段時間都沒有被發現後再傳開去。後來「A」型病毒在美國就成了主要的類型，然而它並不意味着因為它是美國的多數類型，所以它就是來自美國，這是一個錯誤的結論。福斯特又肯定嚴重急性呼吸綜合症冠狀病毒2型的源頭在中國，指根據病毒的變種速度推算，該病毒有9成半機會在2019年9月中旬已經在中國南方的廣東出現，其後變種在武漢造成大流行，又指病毒來自美國或非洲安哥拉「A」類型在中國及東亞最多，而其他類型就大多數集中在武漢大爆發。福斯特又說「政治遊戲其實是阻礙了科學家」，呼籲國際停止將疫情政治化。另外，香港調查性新聞通訊社傳真社對陳穎欣的有關影片作出調查，發現該影片斷章取義，曲解研究結果。彼得·福斯特博士回覆傳真社查詢時表明，該研究目的根本不是找嚴重急性呼吸綜合症冠狀病毒2型源頭，而是分析嚴重急性呼吸綜合症冠狀病毒2型怎樣隨時間變異、在人類間傳播。他亦表示有數據顯示病毒爆發初期的患者普遍是東亞人，特別是中國人，強烈說明嚴重急性呼吸綜合症冠狀病毒2型爆發初期在東亞人之間傳播。

### 哈萨克病毒
2020年7月，有媒體報道哈萨克斯坦出現了一种比COVID-19更致命的病毒，後來發現該消息為不實資訊，且源頭為中国驻哈萨克斯坦大使馆经济和商务办公室。该不實資訊被新华社報道，并被其他中国和国际媒体轉載。

## 其它

### 疾病名称
有社交媒体帖子和网络迷因声称，一词源自（中国起源的病毒感染性疾病19），反映出它是由（第19个起源于中国的病毒）”引起的。实际上，世界卫生组织该将疾病命名为的原因为“Corona Virus  Disease 2019”（2019 冠状病毒）的缩写。

## 病毒源頭謠言
有報道引述《柳葉刀》雜誌稱，病毒可能是由美國實驗室設計，或者從美國實驗室逃脫的。但有傳媒質疑相關報道是扭曲專家說法，刻意採用錯誤翻譯誤導讀者。

## 对谣言的处置
- 联合国：世界卫生组织传播部社交媒体负责人亚历山德拉·库兹曼诺维奇（Aleksandra Kuzmanovic）表示，已经与Google、腾讯、Facebook、Pinterest、抖音等社交媒体平台紧密合作，遏制疫情虚假信息传播[98]。2020年10月22日，世界卫生组织又向維基百科開放自己的資源，供維基人編寫有關COVID-19的條目時自由使用[99]。
- 欧盟：2021年4月，歐盟發表報告，指控中國及俄羅斯透過媒體散布有誤導性的訊息，破壞外界對西方國家生產疫苗的信任。歐盟為遏制假訊息的發放，嘗試與Google、Facebook、Twitter及Microsoft等科技企業合作，並定期發表研究報告[100]。
- 社交網絡平台：Facebook、Google、Twitter、TikTok等網站與事實查核機構合作，推薦可信網站，希望禁絕虛假資訊的傳播[101]。
- 中国大陆：2020年1月1日，武汉市公安局在官方微博通報，有八人因“在网络传播关于此次疫情的不实信息”，被依法查處[102]；1月3日，李文亮因在微信群中发布了“华南水果海鲜市场确诊了7例SARS”后，由于“在互联网上发布不实言论”而被武汉市公安局武昌区分局中南路街派出所提出警示和训诫，后来疫情爆發证明该言论并非谣言。1月25日，微信安全中心發佈《关于新型冠状病毒肺炎相关谣言专项治理的公告》表示：“新型冠狀病毒肺炎正在中國各地持續傳播，引發社會廣泛關注。與此同時，各類‘網傳’、‘聽說’類的網絡謠言訊息也不断刺激着大家的恐慌情绪”，指散布疫情谣言将进行限期或永久封禁处理[103]。也有民间组织在其疫情追踪平台发布流言追踪，如丁香医生[104]等。
- 臺灣：中華民國政府針對不實疫情訊息與物資相關的假訊息由中央流行疫情中心運用各種管道闢謠，並由警調人員偵查訊息來源與相關人員後，再以違反《傳染病防治法》、《社會秩序維護法》等法函送檢察官偵辦並起訴。[105][106] 2020年3月4日，防疫指挥官陈时中在记者会上表示，擅自散布疫情资讯时，假消息构成谣言不实讯息，公布真实病人信息会违反《传染病防治法》个人隐私的部分，两者皆会开罚[107]。
- 新加坡：1月28日，新加坡政府引用假新聞相關法例，要求Facebook更正兩則聲稱兀蘭地鐵站因肺炎關站消毒的不實資訊[108]。
- 马来西亚：1月28日，馬來西亞警察協助通訊及多媒體委員會，拘捕了一位懷疑在網上散播肺炎相關不實資訊的34歲網民[109]。
- 伊朗：网络警察已经抓捕了24名涉嫌散布假消息的人士，并移交司法单位，另有118人遭到约谈[110]。

## 外部連結
- World Health Organization: Coronavirus disease (COVID-19) advice for the public: Mythbusters（页面存档备份，存于）
- Coronavirus（页面存档备份，存于） at Politifact
- Poynter Institute's #CoronaVirusFacts（页面存档备份，存于） Global Fact-checking Alliance, including journalism organizations from over 70 countries and in over 40 languages.
- YouTube上的"Why people believe Covid-19 conspiracies" (CNBC)
- Top 10 current conspiracy theories（页面存档备份，存于） from The Cornell Alliance for Science